# Johanne Sutton
Johanne Sutton, née à Casablanca le 1er décembre 1966 et morte le 11 novembre 2001 en Afghanistan, est une journaliste française.

## Biographie
Diplômée en 1990 de l'École supérieure de journalisme de Lille, Johanne Sutton commence sa carrière sur RFI. Elle a été correspondante à Londres puis couvre, entre autres, le procès Elf, le passage de l'ouragan Mitch en Amérique centrale, la guerre au Kosovo et en Macédoine, et à de nombreuses reprises le conflit au Proche-Orient.
Johanne Sutton meurt le 11 novembre 2001 à Tâloqân au nord-est de l'Afghanistan, au cours d'une embuscade des Talibans visant les forces  de l'armée de l'Alliance du Nord. Elle était en compagnie du journaliste français de RTL Pierre Billaud et du journaliste allemand du magazine Stern Volker Handloik (de), décédés également, et de la journaliste de France Culture Véronique Rebeyrotte, qui a survécu au drame.

## Référence et sources
1. ↑  Relevé des fichiers de l'Insee
2. ↑  Communiqué de RSF.